# Kalaf és Turandot története
A Kalaf és Turandot története Rajnai András rendezésében 1978-ban bemutatott magyar tévéjáték. A Magyar Televízió IV. Stúdiójában 1977-ben bluebox technika felhasználásával forgatták.

## Történet
|  | Alább a cselekmény részletei következnek! |

A hatalmas császár egyetlen lányát férjhez akarja adni. Turandot három találós kérdést tesz fel minden kérőjének, de ha azok nem tudják megfejteni, fejüket veszítik. Eddig még senkinek nem sikerült akár egy talányra is választ adni. Kalaf, aki nem árulja el a nevét, beleszeret a gőgös hercegnőbe. Vállalkozik rá, hogy megfejti a kérdéseket. Napról napra közelebb kerül ahhoz, hogy kiállja a próbákat. Turandot büszkeségében azonban nem akar meghajolni, és a harmadik helyes megoldás után is ellenkezik, és kéri az apját, hogy ne adja feleségül az ifjúhoz. A kérő látva a hercegnő ellenkezését, felajánlja, hogy ha reggelig kitalálja a nevét, akkor a lány megmenekülhet a házasságtól. A császár elfogatja a névtelen herceget, és börtönébe záratja, hogy megvédje a külső beavatkozásoktól. De az őrséget többen is megvesztegetik, hogy felkereshessék Kalafot, és hogy rávegyék: árulja el a nevét. Egy rabszolganő, a tatár kán lánya, aki  hercegnőként találkozott korábban az udvarukban Kalaffal, és már akkor beleszeretett: ismeri és szökést ajánl neki. Kalaf azonban vállalja a sorsát, és másnap az udvarban az uralkodó és a lánya elé járul.
|  | Itt a vége a cselekmény részletezésének! |

## Szereplők
- Béres Ilona – Turandot hercegnő
- Hollai Kálmán – Kalaf herceg
- Velenczey István – Altun császár
- Sáfár Anikó – Zelima
- Szalay Edit – Adelma
- Némethy Ferenc – Bárák
- Bakó Márta – Skirina
- Sárosi Gábor – Brigella
- Kollár Béla – Tartaglia
- Körmendi János – Truffaldin
- Horváth Vilmos – Ismael
- Kőmíves Sándor – Timur
- Gálfi János – Bűvész
- Sugár István – Hóhér
- Szűr Mari – Fatima